# Amtsgericht Hannover

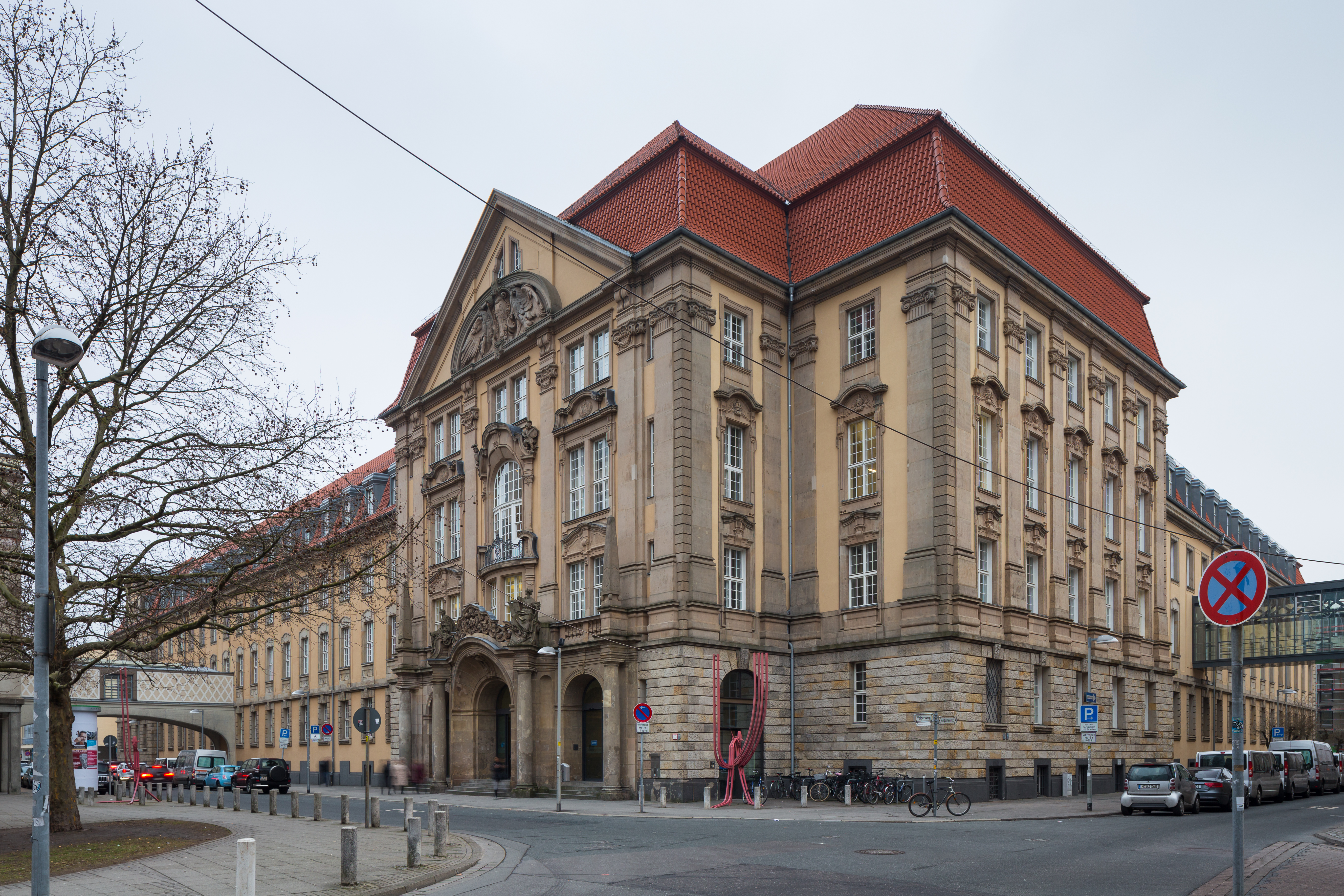
Altes Gerichtsgebäude am Volgersweg Ecke Augustenstraße

Das Amtsgericht Hannover in Hannover ist ein Amtsgericht im Landgerichtsbezirk Hannover. Es ist nicht dem Landgericht Hannover unterstellt, sondern agiert als eigenständiges Präsidialgericht.
Das Amtsgericht Hannover hatte 2021 insgesamt 600 Mitarbeiter, darunter 104 Richter und 97 Rechtspfleger. Es ist das größte Gericht Niedersachsens.
Das Alte Gerichtsgebäude am Volgersweg Ecke Augustenstraße wurde 1907–1911 vom Architekten Paul Thoemer gebaut.

## Zugehörigkeit
Der Landgerichtsbezirk Hannover umfasst sechs Amtsgerichte, darunter neben dem Amtsgericht Hannover die Amtsgerichte in Burgwedel, Hameln, Neustadt am Rübenberge, Springe und Wennigsen (Deister).

## Zuständigkeit
Der Gerichtsbezirk des Amtsgerichts Hannover umfasst die Landeshauptstadt Hannover sowie die angrenzenden Städte Hemmingen, Laatzen, Langenhagen und Seelze. Das Amtsgericht Hannover hat somit etwa 750.000 Gerichtseingesessene. Zweitinstanzlich übergeordnetes Gericht ist das Landgericht Hannover bzw. das Oberlandesgericht Celle in Familiensachen.

## Geschichte

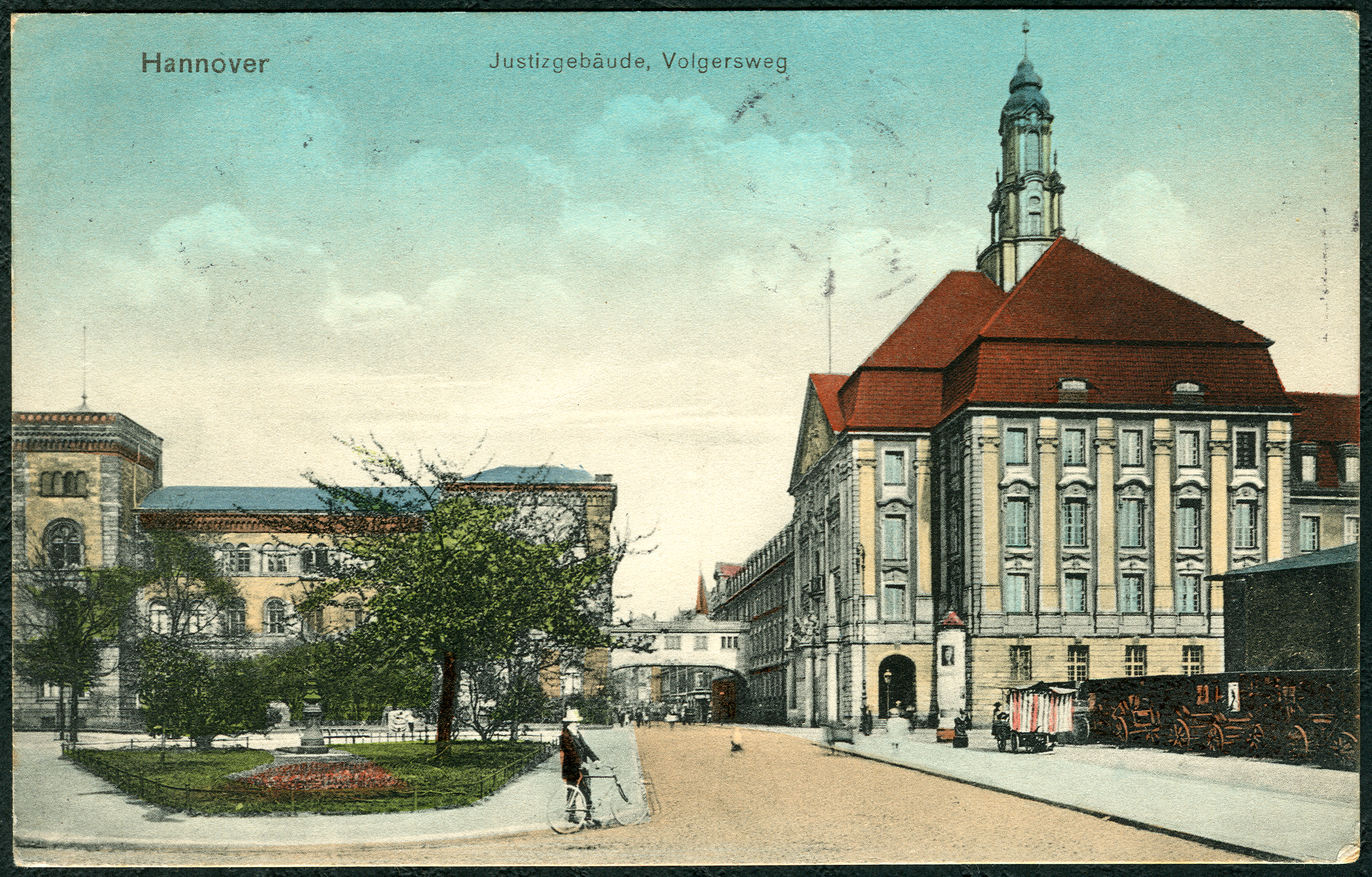
Blick nach 1911 auf den Bau am Volgersweg mit Verbindungsgang zum Landgericht (links im Bild);
kolorierte Ansichtskarte mit der fortlaufenden Nummer 17 der Norddeutschen Papier-Industrie

Das Amtsgericht wurde 1852 im Zuge der „Großen Justizreform“ im Königreich Hannover gegründet. Es war als Stadtgericht zunächst nur für die Stadt Hannover zuständig, wurde jedoch schon 1856 mit dem Amtsgericht, das für den Landkreis Hannover zuständig war, zusammengelegt. 1859 wurde das Amtsgericht Langenhagen eingegliedert.
Zu keiner Zeit standen dem Gericht ausreichend Räumlichkeiten zur Verfügung, daher wurden von Anfang zusätzliche Gebäude in der hannoverschen Innenstadt angemietet. Sitze des Amtsgerichts waren im Laufe seiner über 150-jährigen Geschichte 1852 vor allem das Reden’sche Palais n der Osterstraße 33, von wo aus es 1888 zusammen mit dem Landgericht und der Staatsanwaltschaft Hannover in das neu „Alte Justizgebäude“, auch Justizpalais genannt, übersiedelte, das im Zweiten Weltkrieg vollkommen zerstört wurde und auf dessen Grundstück später das neue Landgerichtsgebäude errichtet worden war.
Schon zuvor war das Amtsgericht Hannover im Jahr 1943 aufgrund seiner Größe selbständig geworden, als eigenständiges Präsidialgericht unterstand es seitdem nicht mehr dem Landgericht Hannover.
Nachdem aufgrund der Raumnot zahlreiche weitere Gebäude für die Aufgaben des Amtsgerichts genutzt worden waren, konnte 1985 ein zusätzlicher Neubau auf dem Nachbargrundstück in die Verwaltungsabläufe mit einbezogen werden.
1977 wurde durch den rechtsradikalen Paul Ernst Otte, der Mitglied der Braunschweiger Gruppe und auch V-Mann des Verfassungsschutzes war, ein Bombenanschlag auf das Amtsgericht Hannover durchgeführt. Der Anschlag fiel in eine Reihe von Anschlägen, bzw. Anschlagsversuchen auf Grenzanlagen in der DDR, Lastwagen im Transitverkehr nach West-Berlin, das jüdische Gemeindehaus in Hannover, die Amtsanwaltschaft Flensburg.

## Richter
- Wilhelm Mommsen, Amtsgerichtsrat ab 1899